# Crvenice
Crvenice är en ort i Bosnien och Hercegovina.   Den ligger i entiteten Federationen Bosnien och Hercegovina, i den sydvästra delen av landet, 90 km väster om huvudstaden Sarajevo. Crvenice ligger 900 meter över havet och antalet invånare är 1 002.
Terrängen runt Crvenice är huvudsakligen kuperad, men åt nordväst är den platt. Närmaste större samhälle är Drežnica, 7,9 km söder om Crvenice. 
Omgivningarna runt Crvenice är en mosaik av jordbruksmark och naturlig växtlighet. Runt Crvenice är det ganska tätbefolkat, med 93 invånare per kvadratkilometer.